# Пофі
Пофі (італ. Pofi) — муніципалітет в Італії, у регіоні Лаціо,  провінція Фрозіноне.
Пофі розташоване на відстані близько 90 км на південний схід від Рима, 10 км на південний схід від Фрозіноне.
Населення — 4261 особа (2014).

## Демографія
Населення за роками:

Станом на 1 січня 2023 року в муніципалітеті офіційно проживало 88 іноземців з 20 країн, серед них 37 громадян країн Євросоюзу та 3 громадяни України.

## Сусідні муніципалітети
- Арнара
- Кастро-дей-Вольші
- Чеккано
- Чепрано
- Рипі